# Метт Ґріббл
Метт Ґріббл (англ. Matt Gribble, 28 березня 1962 — 21 березня 2004) — американський плавець.
Учасник Олімпійських Ігор 1984 року.
Чемпіон світу з водних видів спорту 1982 року.
Переможець Панамериканських ігор 1983 року.